# Toxicon
Toxicon (abrégé en Toxicon.) est une revue évaluée par les pairs publiée par Elsevier et dédiée à la toxicologie. 
Elle possède un facteur d'impact de 3,3 en 2020.
Le journal se concentre sur les différentes toxines dérivées ou synthétisée à partir d'animaux, de plantes ou de microorganismes, ainsi que leurs propriétés chimiques, toxiques, pharmacologiques et immunologiques.